# Basílica de Santa Engracia (Zaragoza)
La basílica menor de Santa Engracia de la ciudad de Zaragoza, más conocida como basílica de Santa Engracia, es un templo católico de la ciudad de Zaragoza (España).
Su origen está en una capilla cristiana del siglo III-IV donde se rendía culto a los restos de Santa Engracia y otros mártires zaragozanos. De este periodo se conservan en la cripta de la iglesia dos sarcófagos paleocristianos realizados por talleres romanos de la primera mitad del siglo IV: el de la Receptio animae (restaurado en 1998) y el de la Trilogía petrina (restaurado en 1991).
Este lugar de culto cristiano permaneció como iglesia durante el periodo visigodo. En ella estudió Eugenio de Toledo bajo el magisterio de San Braulio. Durante la dominación islámica, fue centro de un barrio de población mozárabe.
En la segunda mitad del siglo XV, Juan II de Aragón quiso promover un monasterio en gratitud a Santa Engracia tras su curación de una dolencia de cataratas, pero la construcción del mismo no se emprendió hasta el reinado de Fernando el Católico. El monasterio de estilo plateresco quedó en estado de ruina y fue demolido en su totalidad tras los Sitios de Zaragoza, aunque se salvó de la destrucción la portada renacentista de la iglesia, obra concebida y realizada hasta 1514 por Gil Morlanes el Viejo, y rematada por su hijo Gil Morlanes el Joven.
También en la iglesia basílica de Santa Engracia se encuentra el Grupo Scout Santa Engracia 649.

## Historia

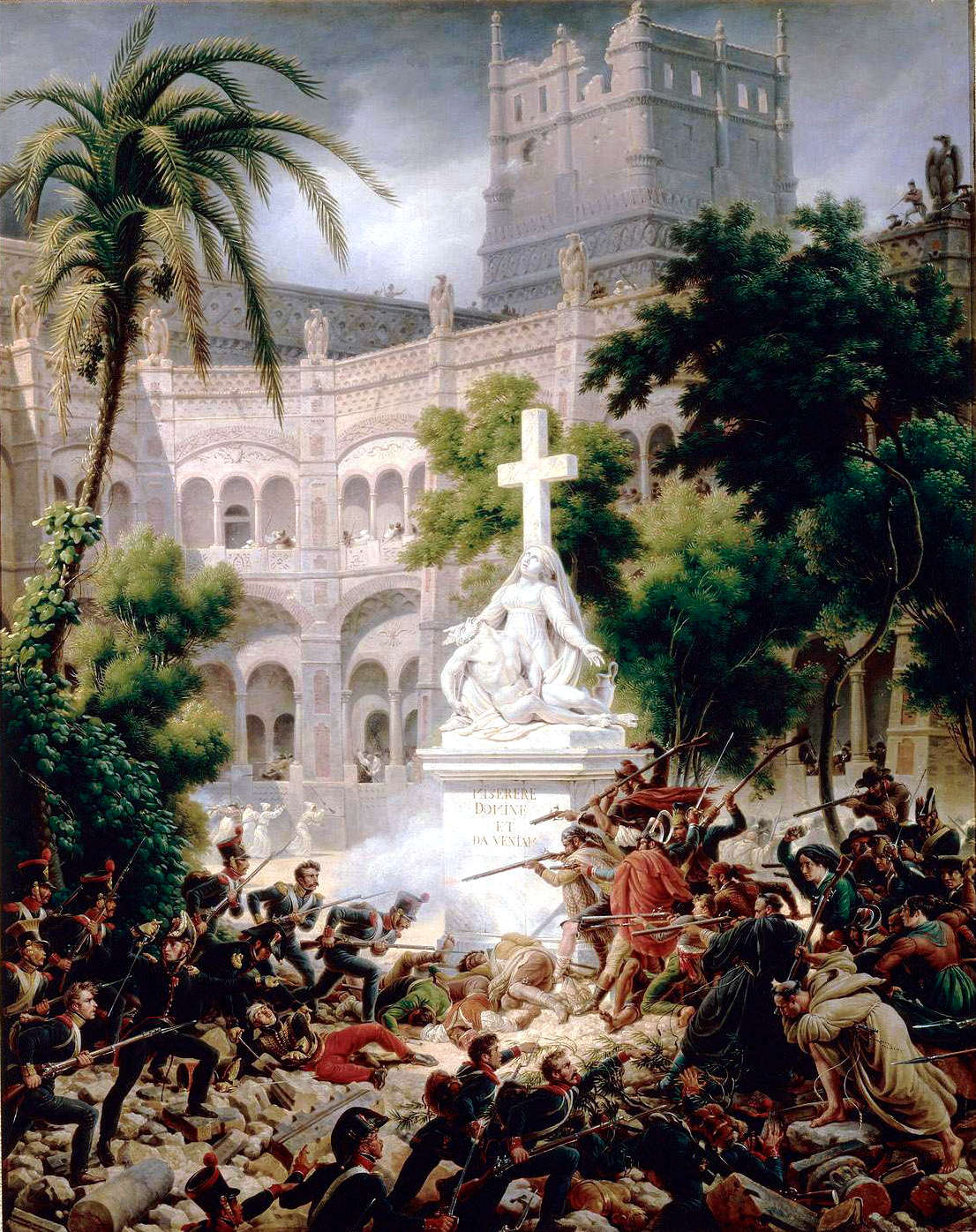
Asalto de las tropas francesas al Monasterio de Santa Engracia el 8 de febrero de 1809 durante los Sitios de Zaragoza.

Dicha basílica sólo conserva la portada renacentista del anterior Real Monasterio de Santa Engracia, destruido en 1808 debido al Sitio de Zaragoza y que a su vez fue erigido sobre una cripta que albergaba los restos de Santa Engracia y otros dieciocho mártires de los siglos III y IV y que fue templo mozárabe durante la dominación musulmana de la Taifa de Saraqusta, con el nombre de "Iglesia de las Santas Masas", siendo así cabeza del arrabal mozárabe, barrio situado extramuros de la medina y que, por tanto, mantuvo culto cristiano desde el siglo III hasta la iglesia actual, pasando su periodo más esplendoroso con la fundación del Monasterio mudéjar-renacentista. Alberga todavía hoy, en la cripta, dos sarcófagos paleocristianos del siglo IV.

## Descripción
La portada de alabastro fue tallada entre 1512 y 1515 por Gil Morlanes El Viejo y terminada por Gil Morlanes El Joven y fue restaurada por el escultor Carlos Palao, que completó y sustituyó algunas figuras, con la construcción del nuevo templo a finales del siglo XIX. Es una portada renacentista en forma de retablo adornada con medallones y esculturas de diversos personajes y santos. Cuatro hornacinas a los lados de la puerta representan los padres de la Iglesia occidental. Las hornacinas superiores contienen la Virgen de las Santas Masas flanqueada por los Reyes Católicos, promotores de la construcción.
El retablo actual es del siglo XIX y fue realizado por los escultores barceloneses José Llimona y Eusebio Arnau.

## Antiguo monasterio

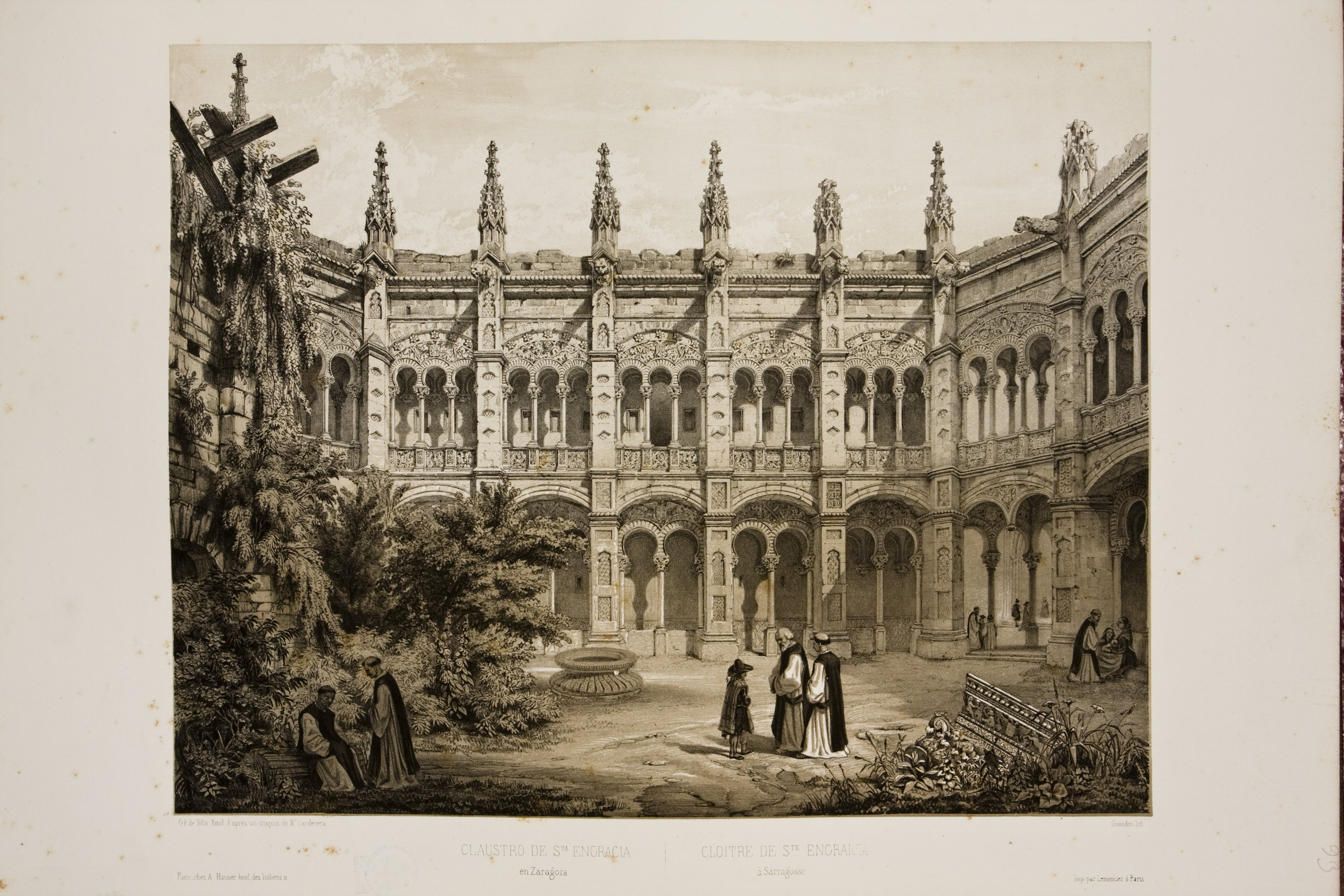
Aspecto del Monasterio de Santa Engracia, gravemente dañado en 1808 en el Sitio de Zaragoza.

Del conjunto del Real Monasterio de Santa Engracia sólo se ha conservado la portada, que es de la primera mitad del siglo XVI.
El Monasterio Jerónimo de Santa Engracia fue fundado por Juan II de Aragón, padre de Fernando el Católico, en agradecimiento por la cura de unas cataratas a manos de un médico judío. Padre, hijo y biznieto, Carlos I de España, construyeron un magnífico conjunto monástico en estilo mudéjar renacentista sobre una iglesia subterránea, que desde el siglo IV albergaba el "Santuario de las Santas Masas", donde se conservaban los restos de Santa Engracia y otros 18 mártires de los siglos III y IV. Las joyas del monasterio eran el Claustro Grande (imagen de la derecha), el mayor de los dos que poseía, y la portada, que se ha conservado. Del esplendor del monasterios da cuenta Jerónimo Zurita, que habla de una biblioteca que en el siglo XVI tenía 2000 libros.
El monasterio fue volado por las tropas francesas durante los Sitios de Zaragoza, concretamente la noche del 13 al 14 de agosto de 1808, durante la retirada francesa del primer Sitio. La portada sufrió grandes daños y el resto del edificio fue reducido a ruinas. Lo poco que se hubiera podido conservar fue derruido en 1836 por las autoridades de la época.

## Cripta
En 2008 se realizaron una serie de descubrimientos que han permitido confirmar la antigüedad del primitivo templo, datándolo en los primeros años del siglo IV, poco después del Edicto de Milán. Todo hace pensar que se levantó en una necrópolis donde los cristianos eran enterrados en torno a la tumba de la joven mártir, extramuros de la ciudad.
En las excavaciones se ha hallado el pavimento de la cripta original, consistente en una nave principal en el centro y dos laterales. Como era costumbre, estaba orientada hacia Jerusalén (este), por lo que el primitivo baptisterio se encuentra a la entrada (oeste). En él fueron bautizados los neófitos de la ciudad a lo largo de los siglos IV al VII. En aquel entonces sólo había un baptisterio por urbe, esto hace pensar que el templo de Santa Engracia fue la sede episcopal de entonces.
El baptisterio es una piscina hexagonal que en el caso de Santa Engracia tiene la singularidad de tener una rampa en lugar de escalones; por ella accedían los catecúmenos para ser bautizados y entrar a formar parte de la Iglesia. Ya con las vestiduras blancas, recibían la comunión y la confirmación, pues los tres sacramentos se recibían de una sola vez.
En el siglo VII por orden del Concilio de Toledo fue cubierto, suspendiéndose el bautismo por inmersión para evitar la confusión con los herejes arrianos.

### Sarcófagos
La cripta de la basílica de Santa Engracia conserva dos sarcófagos de mármol del siglo IV paleocristianos especialmente sobresalientes, heredados de la antigua iglesia de las Santas Masas:

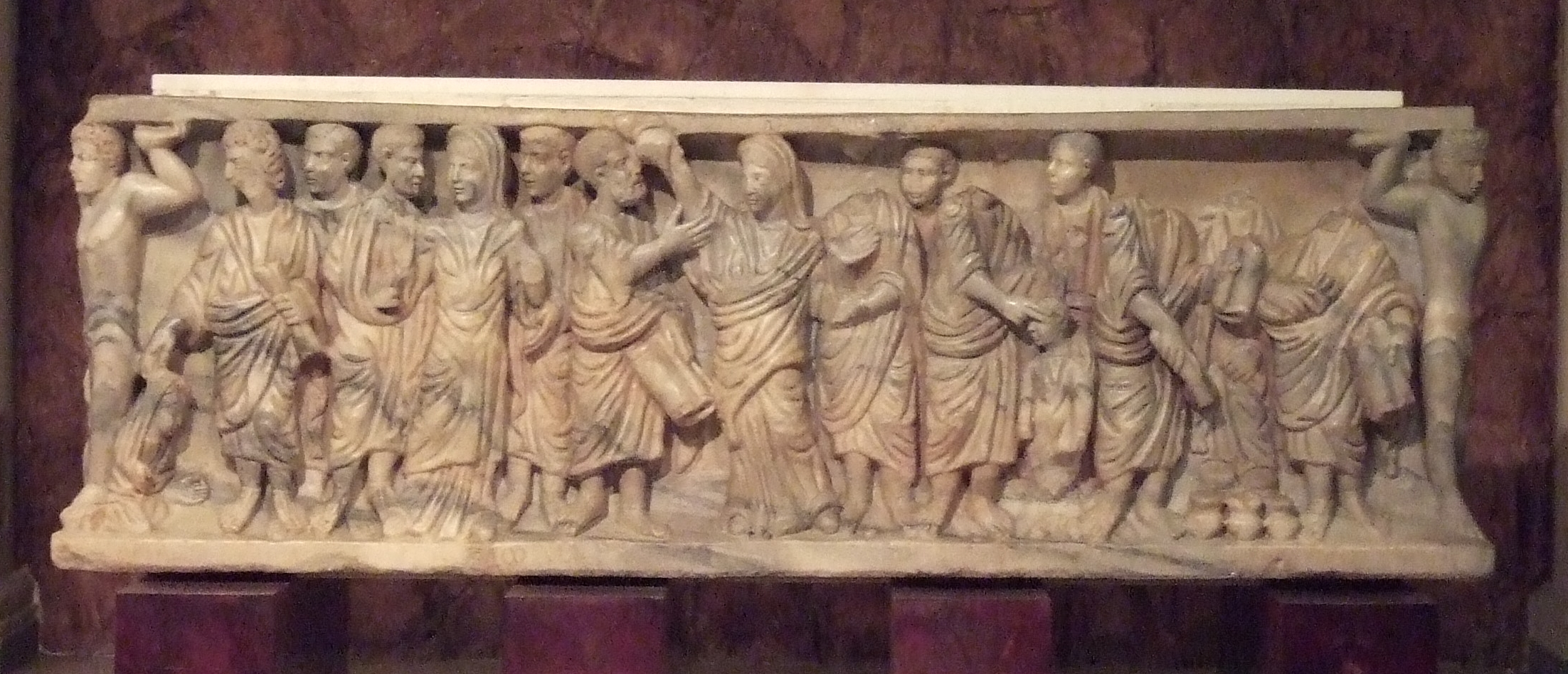
Sarcófago llamado Receptio animae o de la Asunción, 330-350 d. C.

- El primero, el de la Receptio animae, está fechado entre hacia el año 330.
- El segundo, llamado de la Trilogía petrina, entre el 340 y el 350.

Llegaron a Caesaraugusta a través de la vía fluvial del Ebro procedentes de talleres romanos.
Asimismo posee otros sarcófagos en los que se han encontrado inscripciones visigodas. Estos fueron cubiertos en el siglo XVIII con un muro de ladrillo.
Bajo el altar de la cripta se ha colocado un pequeño sarcófago con los restos de la santa, al que fueron trasladados a raíz de la invasión musulmana para evitar su profanación.

#### SarcófagoReceptio animae
Llamado así debido a la escena que ocupa el centro del relieve del frontal del sarcófago. También es conocido como de la Asunción. Están esculpidos el frontal y los dos laterales en mármol de la Isla de Mármara. Su elaboración está vinculada a un taller de Roma estilísticamente cercano al que trabajó en el Arco de Constantino y está datada hacia el 330.
En los ángulos aparecen atlantes, Al frente se muestran de izquierda a derecha la curación de la hemorroísa, un orante acompañado por otras dos figuras, la receptio animae, la curación del ciego y el milagro de la conversión del agua en vino en las bodas de Caná.
En el lateral izquierdo aparece un hombre imberbe —que ha sido identificado con Jesús— que entrega los símbolos del trabajo (un manojo de espigas y un cordero) a Adán y Eva y a continuación se representa la expulsión del Paraíso.

#### SarcófagoTrilogía petrina

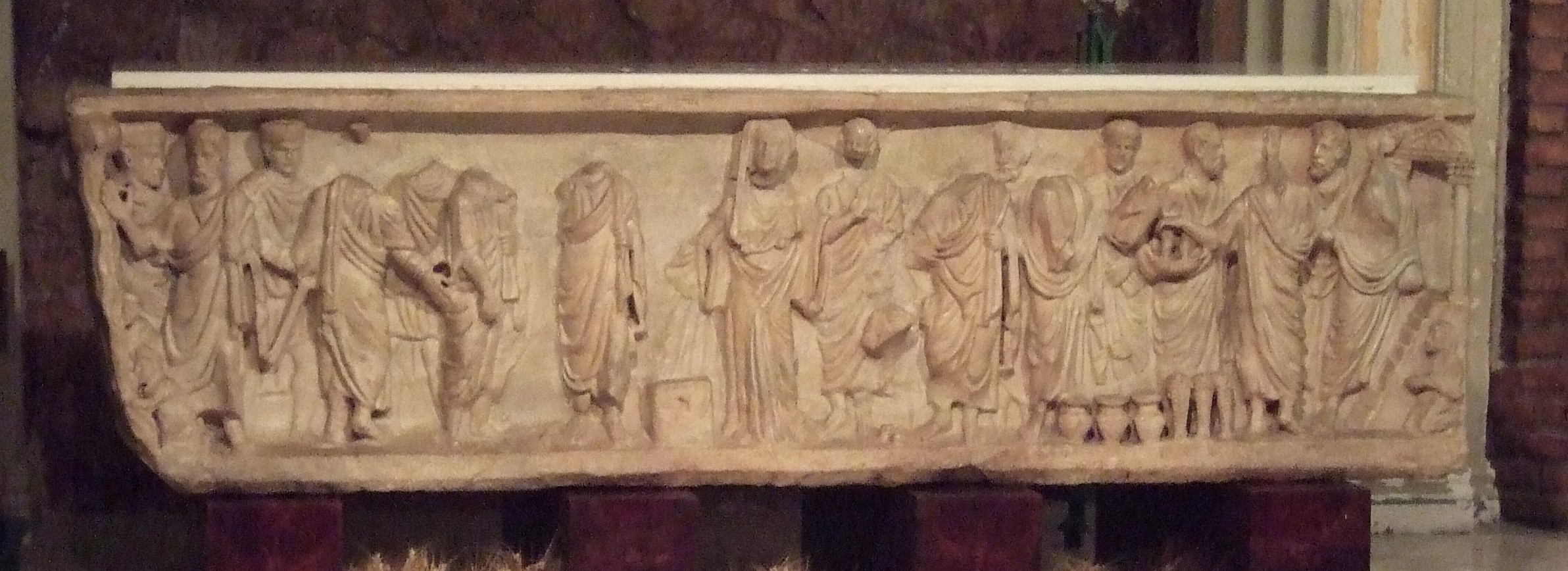
Sarcófago Trilogía petrina (340-350).

Está esculpido en mármol de Paros y solo en el frente, en el que se observan a la izquierda escenas alusivas a Pedro: el milagro de la fuente, el prendimiento de Pedro y la escena del canto del gallo. El centro del frontal está ocupado por una orante, y seguidamente hacia la derecha está representada la curación del ciego, el milagro del vino de Caná, y el de la multiplicación de los panes y los peces y, por último, la resurrección de Lázaro. Está fechado en el segundo cuarto del siglo IV y su realización se atribuye al taller romano que produjo el Sarcófago de los Dos Hermanos.

## Restauraciones
Otras restauraciones han sido necesarias a lo largo de este último siglo para conservar la plateresca portada de Santa Engracia, siendo la última de ellas la que se inició en agosto de 1992 y se prolongó por espacio de un año, realizada bajo la dirección técnica de Ana Laborde Marqueza, por un equipo del Instituto Central de Restauración de Bienes Culturales de Madrid (I.C.R.B.C.) integrado por Mª Ángeles Martinez Estrada, coordinadora del grupo Elena de Soto Boedo, Mercedes Blanco Ruano, Mercedes Fernández Gutiérrez  y José García Martínez.

## Galería
|         |
| Portada |

|         |
| Portada |

|         |
| Portada |

|                            |
| Lado derecho de la portada |

|                        |
| Calvario en la portada |

|                                           |
| Fernando el Católico orante en la portada |

|                                         |
| Isabel la Católica orante en la portada |

|                                            |
| San Lamberto sosteniendo su cabeza cortada |